# NGC 3317
NGC 3317 is een hemelobject van drie sterren in het sterrenbeeld Waterslang. Het hemelobject werd op 24 mei 1870 ontdekt door Edward P. Austin.

## Synoniemen
- ESO 501-**55